# 킥 거리
킥 거리(Kick Gurry, 1978년 5월 25일 ~ )는 오스트레일리아의 배우이다.

## 출연 작품
- 워 머신 (2017)
- 주피터 어센딩 (2015)
- 엣지 오브 투모로우 (2014)
- 오프 코스 (2013)
- 스피드 레이서 (2008)
- 댈트리 캘혼 (2005)
- 스파르탄 (2004)
- 크레이지 록스타 (2002)
- 버팔로 솔저 (2001)
- 알리브란디를 찾아서 (2000)
- 씬 레드 라인 (1998)